# Lajes do Pico - Ilha do Pico
Lajes do Pico - Ilha do Pico este o arie protejată (arie de protecție specială avifaunistică — SPA) din Portugalia întinsă pe o suprafață de 64,53 ha, din care 20 % marine.

## Localizare
Centrul sitului Lajes do Pico - Ilha do Pico este situat la coordonatele 38°23′00″N 28°15′00″W / 38.3833°N 28.25°V.

## Înființare
Situl Lajes do Pico - Ilha do Pico a fost declarat arie de protecție specială avifaunistică în martie 1990 pentru a proteja 2 specii de plante și 16 specii de animale.

## Biodiversitate
Situată în ecoregiunile  și marină macaroneziană, aria protejată conține 5 habitate naturale: Golfuri mici largi și golfuri puțin adânci, Vegetație anuală la limita mareei, Vegetație perenă pe țărmurile stâncoase, Faleze cu floră endemică de pe coastele macaroneziene, Pajiști macaroneziene cu vegetație endemică.
La baza desemnării sitului se află mai multe specii protejate:
- plante (2): Erica scoparia subsp. azorica, Spergularia azorica
- păsări (16): Anas discors, stârc cenușiu (Ardea cinerea), pietruș (Arenaria interpres), Calidris alba, Calidris canutus, Calidris fuscicollis, fugaci mic (Calidris minuta), Calidris pusilla, Calonectris diomedea, prundăraș de sărătură (Charadrius alexandrinus), egretă mică (Egretta garzetta), Larus marinus, pescăruș râzător (Larus ridibundus), sitar de mal nordic (Limosa lapponica), sitar de mâl (Limosa limosa), Numenius phaeopus

Pe lângă speciile protejate, pe teritoriul sitului au mai fost identificate 11 specii de plante, 8 specii de păsări, 1 specie de mamifere, 4 specii de nevertebrate, 5 specii de pești.